# Рубан Василь Григорович
Васи́ль Григо́рович Ру́бан (25 березня 1742, Білгород — 24 вересня 1795 року, Санкт-Петербург) — український і російський видавець, письменник, поет, перекладач (з латинської). Перекладав Вергілія і Овідія. Серед робіт — багато описів пам'яток, історичних творів, роботи зі статистики та географії. Видавець першого путівника по Москві: «Опис Імператорського столичного міста Москви».

## Біографія

### Ранні роки (1747—1764)
Василь Григорович народився 25 березня 1742 року в містечку Білгород (сьогодні — селище Білогородка, Київської обл.) в сім'ї дрібнопомісного українського дворянина.
Походив із старовинного козацького роду, представник якого Мирон Рубан брав участь у Національно-визвольній війні українського народу 1648–1658 років.
У 1752–1754 роках навчався у Києво-Могилянській академії, а закінчивши її — у Московській слов'яно-латинської академії, а потім в університетській гімназії, а також в Московському університеті, який закінчив у 1761 році.
Переклад з латини твору «Папірія, римського отрока, дотепні вигадки і мовчання», першу свою опубліковану літературну роботу, видав в 1761 році в журналі «Корисні Розваги».
Служив у колегії закордонних справ, де перекладав з турецької мови, а також перебував у Запоріжжі, де допомагав видавати паспорти росіянам, які їхали до Криму. Протягом 18 років працював секретарем у князя Потьмкіна. З 1777 року одержав чин надвірного радника. З 1778 року одержав посаду директора новоросійських училищ. Через шість років, в 1784 році, Василь Рубан перейшов у військову колегію.

### Зрілість (1764–1795)
З 1764 року Василь Григорович став працювати в різних журналах, де він писав переклади з французької та німецької мов, а також оригінальні вірші. З 1764 писав у журналі «Добрий намір», з 1770 в журналах: «Парнаський щепетільнік» і «Трутень», а з 1772 в журналі «Живописець».
З 1769 року В. Рубан (за участю С. С. Башилова) теж вирішив відкрити свою власну справу і почав видавати щотижневий журнал з креативною назвою «Ні те, ні се» (рос. «Ни то, ни сьо»). Основна мета даного видання за словами самого автора була в тому, щоб «прислужитися публіці». У журналі майже не було сатири, а теми статей вибиралися волею випадку (без будь-якої спільної підоснови). Журнал перестав виходити після 5 місяців видання.
У 1771 року вийшло друком друге видання журналу. У 1771 році Василь Григорович почав видавати журнал «Працьовитий Мураха» (рос. «Трудолюбивый муравей»), проте він  особливо нічим не виділився. У наступні два роки було видано пару книг. Перша під назвою, «Старина і Новизна» (рос. «Старина и новизна», 1772–1773) була подобою альманаху в якому були статті з російської історії. Далі були видані книги: «Похід боярина і великого полку воєводи А. С. Шеїна до Азова», «Статут ратних, гарматних і ін. Справ, складений в 1607 і 1621 рр. Онисимом Михайловим» та інші.

## Творча спадщина
Автор багатьох панегіриків, похвальних од і різних написів. Був автором і видавцем кількох праць з історії, географії й статистики України й Росії, зокрема «Краткие географические, политические и исторические сведения о Малой России» (1773), «Землеописание Малыя России» (1777) і головна праця (спільно з О. Безбородьком) «Краткая летопись Малыя России с 1506 по 1770 год, с из'явлением образа тамошнего правления» (1777) та ін. У фондах рідкісних книг і стародруків НБУ імені В. І. Вернадського зберігається примірник «Краткой летописи…» з приклеєним на форзаці рукою О. Лазаревського портретом В. Г. Рубана. Фотокопія портрету вперше надрукована на сторінках тижневика «Історія України»
Перекладав з латинської (зокрема з Верґілія) й французької мов. Уперше видав відомий твір Василя Григоровича-Барського «Мандри святими місцями Сходу з 1723 по 1747 рік» (1778).
На думку дослідників, в похвальних гімнах Василя Рубана відсутні щирі почуття, а є тільки риторика. Одним із прикладів можна згадати оду на прищеплення віспи імператриці, де Василь Григорович порівнює Катерину II зі змієм, знесеним Мойсеєм на дерево, во ім'я порятунку народу.
Василь Григорович Рубан здобув велику популярність своїми похвальними написами у віршах (ряд яких видані під заголовком «Складені та переведені написи перемоги Росіян над турками і інші достопам'ятної». Між тим, і в цих написах не було багато оригінальності — вони в більшості своїй возвеличують дії покровителів Василя Григоровича. Особливо знаменитий «Напис до каменя, призначеному для підніжжя статуї імператора Петра Великого», яка починається віршами: «Колос Родоський! свій упокор прегордий вигляд».
У 1790-х, за особистим проханням вельможного автора, займався літературним редагуванням твору «Журнал генерал-фельдмаршала князя О. О. Прозоровського 1769–1776 рр.» — одне з основних джерел до історії російсько-турецької війни 1768–1774 рр. (див. Записки генерал-фельдмаршала князя Александра Александровича Прозоровского (1756–1776). — Москва, 2003. — с.27)

### Статті
- «Папірія, римського отрока, дотепні вигадки і мовчання» (рос. «Папирия, римского отрока, остроумные вымыслы и молчание», в журналі «Полезное Увеселение», 1771).

### Вірші
- «Роздуми про надгробки і загальна епітафія» (рос. «Размышление о надгробиях и общая эпитафия»).

### Журнали
- «Ні те, ні се» (рос. «Ни то, ни се», 1769);
- «Працьовитий мураха» (рос. «Трудолюбивый муравей», 1771);
- «Старина й новизна» (рос. «Старина и новизна», 1772–1773).

### Книги
- «Короткі географічні, політичні та історичні відомості про Малу Росію» (рос. «Краткия географическия, политическия и историческия известия о Малой России: с приобщением Украинских трактатов и известий о почтах, також списка духовных и светских тамо находящихся ныне чинов, числе народа и прочая / из разных мест собраны и изданы в свет Васильем Рубаном», 1773);
- «Землеопис Малої Росії» (рос. «Землеописание Малыя России», 1777);
- «Короткий літопис Малої Росії з 1506 по 1770, з висловленням способу тамтешнього правління» (рос. «Краткая летопись Малыя России с 1506 по 1776 год: с изъявлением настоящего образа тамошнего правления, с приобщением списка преждебывших гетьманов, генеральных старшин, полковников и иерархов», 1777)[4];
- «Похід боярина і великого полку воєводи А. С. Шеїна до Азова» (рос. «Поход боярина и большого полку воеводы А. С. Шеина к Азову», СПб., 1773);
- «Статут ратних, гарматних і ін. справ, складений в 1607 і 1 621 рр. Онисимом Михайловим» (рос. Устав ратных, пушечных и др. дел, составленный в 1607 и 1621 гг. Онисимом Михайловым, СПб., Ч. I, 1777; ч. 2, 1781);
- «Пішоходця Василя Григоровича Барського подорож до св. місць і т. д.» (рос. «Пешеходца Василия Григоровича Барского путешествие к св. местам и т. д.», СПб., 1778; 2 вид., 1785);
- «Нарис, про похвальне царствування Петра Великого» (рос. «Начертание, подающее понятие о достохвальном царствовании Петра Великого», СПб., 1778);
- «Історичний, географічний і топографічний опис Санкт-Петербурга, від початку закладання його, з 1703 по 1751 рр.» (рос. «Историческое, географическое и топографическое описание Санкт-Петербурга, от начала заведения его, с 1703 по 1751 гг.», СПб., 1779);
- «Опис імператорського столичного міста Москви» (рос. «Описание императорского столичного города Москвы», СПб., 1782);
- Допитливі місяцеслови. на 1775, 1776 рік, 1778 і 1780 рр. (рос. Любопытные месяцесловы. на 1775, 1776, 1778 и 1780 гг.)
- «Путівник чужоземний і російський» (рос. «Дорожник чужеземный и российский», СПб. 1777);
- «Загальний і досконалий гонець і шляховказник» (рос. «Всеобщий и совершенный гонец и путеуказатель», СПб., 1791; 3 вид., 1808);
- «Історичний табель можновладних великих князів, царів і імператорів всеросійських» (рос. «Историческая табель владетельных великих князей, царей и императоров всероссийских», СПб., 1782);
- «Російський царський пам'ятник, що містить короткий опис життя російських государів» (рос. Российский царский памятник, содержащий краткое описание жизни российских государей, СПб., 1783, 6 вид.);
- «Короткий скромник можновладних великих князів, імператорів і імператриць всеросійських» (рос. «Краткий степенник владетельных великих князей, императоров и императриц всероссийских», 1786).

### Інші твори
- «Напис до каменя, призначеному для підніжжя статуї імператора Петра Великого» (рос. «Надпись к камню, назначенному для подножия статуи императора Петра Великого», СПб., 1770);
- «Складені та переведені написи перемоги Росіян над турками і на інші достопам'ятності» (рос. «Сочиненные и переведенные надписи победы Россиян над турками и на другие достопамятности», СПб., 1771).